# La Cache (roman)
Pour les articles homonymes, voir La Cache et La Cache (film).
La Cache est le premier roman de l'écrivain Christophe Boltanski paru le 19 août 2015 aux éditions Stock. Il a reçu la même année le prix Femina puis le prix des prix littéraires,.

## Résumé
La Cache décrit la famille atypique d'intellectuels juifs de l'écrivain Christophe Boltanski, dont plusieurs membres sont connus du grand public.
Ces multiples portraits et biographies d'une famille "qui ne sépare jamais", car elle est encore aujourd'hui traumatisée par la seconde guerre mondiale et la Shoah, sont vus comme un tout, un collectif étrange.
Le plan du récit suit celui du lieu qui les rassemble : la "rue-de-grenelle". Et c'est en en découvrant petit à petit chaque pièce de cet appartement tortueux, comme un visiteur venant de l'extérieur, qu'on comprend progressivement l'histoire complexe de chaque personnage qui y est attaché. Ce jeu de "Cluedo" symbolique, voire psychanalytique, permet de pénétrer et de mieux comprendre leurs multiples névroses, plutôt joyeusement assumées, malgré un rappel constant à des heures sombres. Un plan des lieux se dessine d'ailleurs petit à petit, en tête de chaque chapitre. Un procédé littéraire similaire, basé sur un plan de maison, a été utilisé par Georges Perec, dans la vie mode d'emploi pour décrire un immeuble parisien.
La cache est à la fois une sorte de tanière chaleureuse où tous s'entassent, et, au sens propre, une partie dissimulée de l'appartement, où un des personnages a vécu caché pendant la guerre.

## Éditions
- Éditions Stock, 2015  (ISBN 9782234076372).

## Adaptation
En 2025, le livre est adapté en film par Lionel Baier, avec Michel Blanc, William Lebghil et Liliane Rovère.